# 格朗迪迪埃海峽

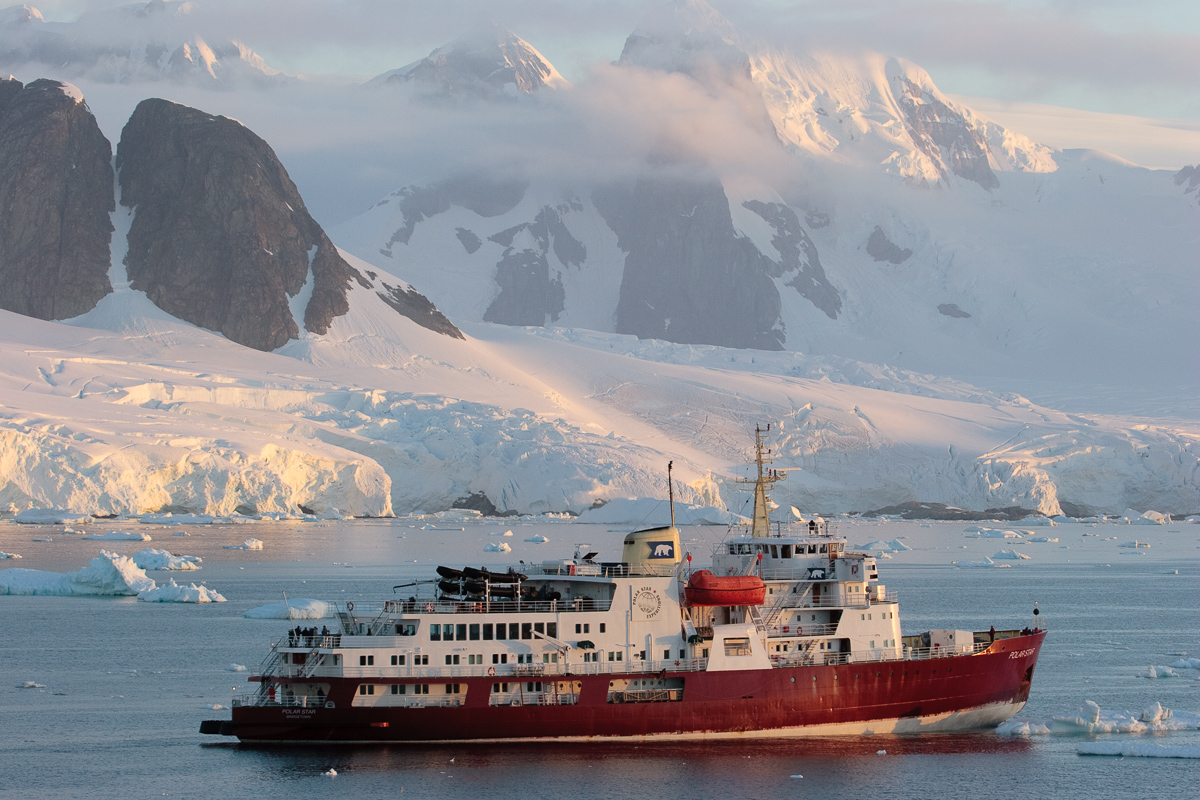

65°35′S 64°45′W / 65.583°S 64.750°W
格朗迪迪埃海峽（英語：Grandidier Channel）是南極洲的海峽，分隔葛拉漢地西岸和比斯科群島北端，由法國的測量隊繪入地圖，現時由南極條約體系管理。